# Carlos Marrodán Casas
Carlos Alex Marrodán Casas (ur. 6 lutego 1948 w Tuluzie) – tłumacz literatury hispanojęzycznej na język polski, poeta. Przekłada też z francuskiego i portugalskiego.

## Życiorys
Syn hiszpańskich emigrantów, w wieku trzech lat wraz z rodziną przeniósł się do Polski i zamieszkał na warszawskiej Pradze. W 1971 ukończył polonistykę na Uniwersytecie Warszawskim, pracę magisterską napisał pod kierunkiem Artura Sandauera. Po studiach pracował krótko w redakcji „Nowych Książek”, następnie w Katedrze Iberystyki Uniwersytetu Warszawskiego, w latach 1981–1996 jako sekretarz kulturalny ambasady Królestwa Hiszpanii. W II połowie lat 90. został współpracownikiem wydawnictwa Muza SA.

## Twórczość
W 1968 debiutował tomem wierszy Miejsca Pamięci wydanym przez Ludową Spółdzielnię Wydawniczą i Korespondencyjny Klub Młodych Pisarzy przy ZG ZMW (w nakładzie 1100 egzemplarzy).
Jeszcze na studiach zaczął tłumaczyć utwory pisarzy latynoamerykańskich i czytał je kolegom z wydziału. Zachęcony przez nich, zaniósł jeden swój przekład do warszawskiego wydawnictwa Państwowy Instytut Wydawniczy. W ten sposób w 1973 zadebiutował drukiem jako tłumacz, publikując minipowieść Maria Vargasa Llosy Szczeniaki.

### Tłumaczenia
- Mario Vargas Llosa Szczeniaki (1973)
- Gabriel García Márquez Niewiarygodna i smutna historia niewinnej Erendiry i jej niegodziwej babki (1974)
- Pablo Neruda Poezje (1975) – z Kazimierzem Piekarcem
- Manuel Scorza Werble żałobne dla Rancas (1975)
- Mario Vargas Llosa Zielony dom (1975)
- Manuel Scorza Garabombo zwany Niewidzialnym (1976)
- Mario Vargas Llosa Pantaleon i wizytantki (1976)
- Gabriel García Márquez Szarańcza (1977)
- Gabriel García Márquez Jesień patriarchy (1980)
- Popol Vuh. Księga Rady Narodu Quiché (1980) – z Haliną Czarnocką
- Quino Mafalda i jej "paczka" (1985)
- Gabriel García Márquez Kronika zapowiedzianej śmierci (1987)
- Octavio Paz Wokół kamienia słońca (1990)
- Mario Vargas Llosa Pochwała macochy (1993)
- Gabriel García Márquez Miłość w czasach zarazy (1994)
- Gabriel García Márquez Dwanaście opowiadań tułaczych (1995)
- Carlos Ruiz Zafón Cień wiatru (1995) – wspólnie z Beatą Fabjańską-Potapczuk
- Gabriel García Márquez O miłości i innych demonach (1996)
- Mario Vargas Llosa Gawędziarz (1997)
- Gabriel García Márquez Opowiadania (1998) – z Zofią Chądzyńską
- Carmen Martín Gaite Kapturek na Manhattanie (1999)
- Javier Marías Serce tak białe (2000)
- Javier Marías Jutro, w czas bitwy, o mnie myśl (2003)
- Gabriel García Márquez Rzecz o mych smutnych dziwkach (2005)
- Roberto Bolaño Gwiazda daleka (2006)
- Federico García Lorca Yerma. Poemat tragiczny w trzech aktach i sześciu odsłonach (2008) – w tomie Słowa, rzeczy, imiona. Sześć sztuk z Hiszpanii. T. 1
- Ramón María del Valle-Inclán Słowa Boże. Tragikomedia wiejska (2008) – w tomie Słowa, rzeczy, imiona. Sześć sztuk z Hiszpanii. T. 1
- Carlos Ruiz Zafón Gra anioła (2008) – wspólnie z Katarzyną Okrasko
- Carlos Ruiz Zafón Marina (2009) – wspólnie z Katarzyną Okrasko
- Esteban Martín, Andreu Carranza Tajemnica Gaudiego (2009) – wspólnie z Katarzyną Okrasko
- Carlos Ruiz Zafón Książę Mgły (2010) – wspólnie z Katarzyną Okrasko
- Enrique Vila-Matas Eksploratorzy pamięci (2010) – wspólnie z Katarzyną Okrasko
- Carlos Ruiz Zafón Pałac północy (2011) – wspólnie z Katarzyną Okrasko
- Carlos Ruiz Zafón Światła września (2011) – wspólnie z Katarzyną Okrasko
- Carlos Ruiz Zafón Więzień nieba (2011) – wspólnie z Katarzyną Okrasko
- Abel Murcia Desguace personal/Osobista rozbiórka (2012) – jeden z tłumaczy
- Juan Gelman Wiersze wybrane (2013) – jeden z tłumaczy
- Javier Marías Zakochania (2013) – z Wojciechem Charchalisem

### Zespół Reprezentacyjny
Jego studentami byli Filip Łobodziński i Jarosław Gugała. Przez członków Zespołu Reprezentacyjnego uważany za patrona duchowego. Tłumaczył wykonywane przez zespół piosenki Georges'a Brassensa i Lluisa Llacha.

### Książka kucharska
Razem z Markiem Łebkowskim jest autorem książki kucharskiej Kuchnia hiszpańska, wydanej przez wydawnictwo Tenten.

## Nagrody
- Nagroda „Literatury na Świecie” za przekład Wokół kamienia słońca Octavio Paza (1990)
- Nagroda Stowarzyszenia Pisarzy Polskich za przekład Miłości w czasach zarazy Gabriela Garcíi Márqueza (1995)
- Nagroda Polskiego PEN Clubu za przekład z literatury obcej na język polski (1996)
- Nagroda Literacka ZAiKS-u dla tłumaczy literatury polskiej za granicą oraz literatur obcych na język polski (1996)[1]
- Nagroda polskiego oddziału Instytutu Cervantesa za przekład powieści Jutro, w czasie bitwy, o mnie myśl Javiera Maríasa (2004)